# くれないものがたり
『くれないものがたり』は、1992年6月13日に全国劇場公開された日本映画。ジャンルはホラー、サイコミステリー、ラブロマンス。上映時間1時間30分。池田敏春監督、佐野史郎主演作品。

## 解説
原作は赤江瀑『マルゴォの杯』の一篇「千夜恋草」。小野みゆき主演作『死霊の罠』や『人魚伝説』で知られる池田敏春監督が、京都の香道の世界を舞台に「蘭奢待」の香に惹かれた男女の破滅を、官能的かつ耽美的に描いた官能ホラー。主演は佐野史郎と竹井みどり。脇役に寺田農ほか。
目に見えない香を金粉やスモークを用いて表現している。

## 物語
札幌から京都へ修学旅行に訪れていた高校生・法靖は、興味本位でストリップ小屋に入り、そこでSM風のショーと官能的な香の匂いの虜になってしまう。その後、引き寄せられるように郊外の古い寺に入った法靖は、盲目の香の達人・春治と彼に付き添う和服の美女・燿子と知り合う。その妖艶な所作と美貌に惹かれた法靖は、たちまち謎めいた素性をもつ燿子と、夢ともうつつともしれぬ官能的な日々に落ちてゆく。

## 出演
- 室井燿子：竹井みどり
- 室井春治：佐野史郎
- 麻田法靖：三上祐一
- 室井秋伍：寺田農
- メリー：栗原早記
- 武田公男：春山巧
- 大野緑郎：清水邦彦

## スタッフ
- 監督：池田敏春
- 脚本：竹橋民也[2]
- 原作：赤江瀑「千夜恋草」
- 音楽：吉良知彦
- 音楽プロデューサー：梶原浩史
- 製作：	萩野正昭
- 企画：	真木太郎、渡辺敦
- プロデューサー： 半沢浩
- 撮影： 田口晴久
- 美術： 宮野雅人
- 編集： 川島章正、村山勇二
- 録音： 神保小四郎
- 照明： 木村誠作
- 助監督： 芳田秀明
- スチール： 野上哲夫
- 製作・配給：パイオニアLDC

## 受賞歴
- 1992年度第2回日本映画プロフェッショナル大賞・主演男優賞受賞（佐野史郎）、ベスト10選出（総合5位）[3]
- 1992年度ビデオオリジナル主演女優賞受賞（竹井みどり）、ベストテン選出

## 関連作品
- オイディプスの刃　- 原作者・赤江瀑の小説及び、それを原作とする映画。日本刀と本作と同じく匂い（香水）を題材としている。